# Selling (Dania)
Selling – miasto w Danii, w regionie Jutlandia Środkowa, w gminie Favrskov.